# ترانسفورمرز: ريسكيو بوتس
ترانسفورمرز: ريسكيو بوتس (Transformers: Rescue Bots) هو مسلسل رسوم متحركة مقتبس من سلسلة ألعاب ترانسفورمرز من إنتاج هاسبرو.

## القصة
يروي المسلسل قصة مجموعة من الأوتوبوتس تُعرف باسم «آليات الإنقاذ» حيث تعمل على حماية سكان جزيرة غريفين روك من كل ما يهدد سلامتهم.

## الشخصيات

### آليات الإنقاذ
- هيتويف
  - مؤدي الصوت: ستيفن بلوم
  - المدبلج العربي: حسام عادل
- بليدز
  - مؤدي الصوت: بارفيش تشينا
  - المدبلج العربي:
- تشيس
  - مؤدي الصوت: دي سي دوغلاس
  - المدبلج العربي: هاني عبدالحي
- بولدر
  - مؤدي الصوت: إيماري ويليامز
  - المدبلج العربي:

## وصلات خارجية
- ترانسفورمرز: ريسكيو بوتس على موقع IMDb (الإنجليزية)
- ترانسفورمرز: ريسكيو بوتس على موقع نتفليكس (الإنجليزية)
- ترانسفورمرز: ريسكيو بوتس على موقع كينوبويسك (الروسية)
- ترانسفورمرز: ريسكيو بوتس على موقع قاعدة بيانات الفيلم (الإنجليزية)
- صفحة IMDb
- صفحة ويكي ترانسفورمرز